# Museu de Arte Popular (Belém)
O Museu de Arte Popular é uma instituição cultural do município brasileiro de Belém e é um dos espaços expositivos Museu de Arte de Belém, juntamente com a Galeria Municipal de Arte. Está situado no distrito de Icoaraci.

## Acervo
O Museu de Arte Popular conta com um acervo de brinquedos e objetos de miriti, e outros feitos em cerâmica. Mantêm exposições permanentes com o intuito de preservar e valorizar a produção artística popular. Atualmente o MAPOP, assim como a Galeria Municipal de Arte, ambos ligados administrativamente ao Museu de Arte de Belém, foram desativados.